# Бруно Маріоні
Бруно Маріоні (ісп. Bruno Marioni, нар. 15 червня 1975, Сан-Ніколас-де-лос-Арройос) — аргентинський футболіст, що грав на позиції нападника за низку аргентинських, європейських та мексиканських команд. По завершенні ігрової кар'єри — тренер.

## Ігрова кар'єра
У дорослому футболі дебютував 1995 року виступами за команду «Ньюеллс Олд Бойз», в за два сезони забив 20 голів у 49 матчах, заявивши про себе як про одного з найперспективніших молодих нападників країни. 1997 року був запрошений до «Естудьянтес» (Ла-Плата), а наступного року перебрався до Європи, де його першою командою став лісабонський «Спортінг».
У Португалії не зміг продемонструвати свою результативність і за рік, у 1999, повернувся на батьківщину, де став гравцем «Індепендьєнте» (Авельянеда). Згодом ще двічі пробував свої сили у європейському футболі — частину 2000 року провів у «Вільярреалі», а протягом 2001–2003 років захищав кольори іншої іспанської команди, «Тенерифе». Якщо у складі «Вільярреала» особливо нічим не відзначився, то в команді з Канарських островів був помітною фігурою в нападі. В сезоні 2001/02, який «Тенерифе» після дворічної перерви проводив у Ла-Лізі, Маріоні з 10-ма голами став найкращим бомбардиром команди, у наступних двох сезонах, вже у Сегунді, також регулярно забивав. У перервах між своїми європейськими вояжами продовжував виступати за «Індепендьєнте», до цієї ж команди повенувся 2003 року.
2004 року нападник перебрався до мексиканського чемпіонату, ставши гравцем «УНАМ Пумас» і відразу почавши демонструвати пристойну результативність. У Клаусурі мексиканської першості 2004 року розділив зі співвітчизником Андресом Сільверою титул найкращого бомбардира змагання (забили по 16 голів). Згодом повторив це досягнення в Апертурі 2006 року, забивши 11 голів, щоправда вже у складі «Толуки».
Після нетривалого повернення на батьківщину, де частину 2007 року відіграв за «Бока Хуніорс», знову грав у Мексиці, цього разу за «Атлас» та «Пачуку», а завершував ігрову кар'єру у команді «Естудіантес Текос» 2009 року.

## Кар'єра тренера
Протягом 2017–2018 років був головним тренером мексиканського клубу «Венадос», згодом протягом частини 2019 року тренував «УНАМ Пумас».